# Sat.1
Sat.1 – jedna z największych komercyjnych stacji telewizyjnych w Niemczech. Należy do Grupy ProSiebenSat.1 Media, telewizyjnego skrzydła koncernu Kirch Gruppe.

## Historia
1 stycznia 1984 o godzinie 9:58 wystartował Program PKS (Programmgesellschaft für Kabel- und Satellitenrundfunk) ze studia piwnicznego w Ludwigshafen am Rhein zdaniem: Meine sehr verehrten Damen und Herren, in diesem Moment sind Sie Zeuge des Starts des ersten privaten Fernsehveranstalters in der Bundesrepublik Deutschland (Szanowni Panie i Panowie, w tym momencie jesteście świadkami startu pierwszego prywatnego programu telewizyjnego w Republice Federalnej Niemiec).
Początkowo kanał ten emitował głównie seriale i programy zagraniczne takie jak: Sąsiedzi, Więźniarki, Star Trek, Star Trek Następne Pokolenia, Falcon Crest, Dynastia Colbych, Picket Fences oraz wiele innych. Pod koniec lat 80. Sat. 1 rozpoczęło produkcję własnych seriali takich jak: Komisarz Rex, Rewir Wolfa, Gliniarz z Tolz. Sat. 1 produkowało też wiele programów własnych. Jedynym, który przetrwał od początku istnienia stacji, jest Telewizja śniadaniowa, emitowana nieprzerwanie od 1 października 1987.

## Programy
- Die Harald Schmidt Show
- Was guckst du?!
- The Voice of Germany

## Oglądalność
Z czasem oglądalność Sat. 1 zaczęła spadać, spowodowane to było problemami finansowymi właściciela Sat. 1, przez co kanał nie był w stanie kupować nowych seriali i programów. Aby jakoś wypełnić ramówkę rozpoczęto produkcję własnych programów typu talk show, które niekiedy wypełniały 6 godzin czasu antenowego w godzinach południowych i popołudniowych.
Udział oglądalności Sat. 1 na rynku niemieckim:
- 1987: 1,5%
- 1988: 5,8%
- 1989: 8,5%
- 1990: 9,0%
- 1991: 10,6%
- 1992: 13,1%
- 1993: 14,4%
- 1994: 14,9%
- 1995: 14,7%
- 1996: 13,2%
- 1997: 12,8%
- 1998: 11,8%
- 1999: 10,8%
- 2000: 10,2%
- 2001: 10,1%
- 2002: 9,9%
- 2003: 10,2%
- 2004: 10,3%
- 2005: 10,9%
- 2006: 9,8%
- 2007: 9,6%
- 2008: 10,3%
- 2009: 10,4%
- 2010: 10,1%
- 2011: 10,1%
- 2012: 9,4%
- 2013: 8,2%
- 2014: 8,1%
- 2015: 7,9%
- 2016: 7,3%
- 2017: 6,7%
- 2018: 6,2%
- 2019: 6,0%
- 2020: 5,7%
- 2021: 5,2%
- 2022: 5,1%[2]
- 2023: 4,7%[3]
- 2024: 4,5%